# 3758 Karttunen
3758 Karttunen este un asteroid din centura principală, descoperit pe 28 noiembrie 1983, de Edward Bowell.